# (4516) Pugovkin
(4516) Pugovkin ist ein Asteroid des Hauptgürtels, der am 28. September 1973 vom russischen Astronomen Nikolai Stepanowitsch Tschernych am Krim-Observatorium in Nautschnyj (IAU-Code 095) entdeckt wurde.
Der Asteroid wurde nach dem russischen Schauspieler Michail Iwanowitsch Pugowkin (1923–2008) benannt.